# Swietłana Martynienko
Swietłana Władimirowna Martynienko (ros. Светлана Владимировна Мартыненко; ur. 5 maja 1977) – rosyjska zapaśniczka walcząca w stylu wolnym. Brązowa medalistka mistrzostw świata w 2003. Zdobyła cztery medale na mistrzostwach Europy w latach 2001 - 2005.
Druga w Pucharze Świata w 2001 i 2003, a trzecia w 2002 roku.